# المركز الوطني لحقوق الإنسان (الأردن)
المركز الوطني لحقوق الإنسان (NCHR) هو المؤسسة الوطنية لحقوق الإنسان في الأردن. حصل المركز على اعتماد (A-status) لجنة التنسيق الدولية لمنظمات حقوق الإنسان (ICC) في عام 2006، و هذا يؤكد امتثاله لمبادئ باريس وهي المعايير المعتمدة من قبل الأمم المتحدة للمؤسسات الوطنية لحقوق الإنسان. وهو ما أدى إلى تعزيز وصوله إلى هيئات الأمم المتحدة لحقوق الإنسان. وقد خضع هذا الوضع لمراجعة خاصة مرتين من قبل المحكمة الجنائية الدولية عام 2007م و أعيد التأكيد عليه مرة أخرى عام 2010 بموجب قانون المراجعة العادي البند «أ».
عُقد الاجتماع السنوي للجنة التنسيق الدولية في مارس 2012م حيث تم انتخاب المركز الوطني لحقوق الإنسان كمؤسسة أردنية رئيسة لشبكة مكونة من 99 مؤسسة. يشغل الدكتور موسى البريزات منصب المفوض العام للمجلس القومي لحقوق الإنسان.
المركز الوطني لحقوق الإنسان هو عضو في منتدى آسيا والمحيط الهادئ، وهو أحد التجمعات الإقليمية الأربعة في المحكمة الجنائية الدولية.
يطلق مركز حقوق الإنسان التحقيقات بسبب الشكاوى والانتهاكات لحقوق الإنسان التي قد تحدث في مراكز الإصلاح في الأردن.